# Kuna japońska
Kuna japońska (Martes melampus) – gatunek ssaka z rodziny łasicowatych. Występuje endemicznie w Japonii. Nie jest zagrożony wyginięciem.

## Morfologia
Długość ciała wynosi 47–54,5 cm. Długość ogona wynosi 170–223 mm. Masa ciała waha się między 500 a 1700 g. U 9 zważonych samców średnia masa wyniosła 1563 g, a u 4 samic – 1011 g. Barwa sierści zmienna, od żółtobrązowej po ciemnobrązową.

## Zasięg występowania
IUCN rozróżnia dwa podgatunki. Przedstawiciele M. m. melampus występują na Honsiu, Sikoku, Kiusiu i przyległych wyspach, zaś kuny z podgatunku M. m. tsuensis zamieszkują wyspy Cuszima.

## Ekologia i zachowanie
Kuny japońskie zamieszkują lasy, pojawiają się również na zadrzewionych obszarach podmiejskich. Pełnią ważną rolę w przenoszeniu nasion owoców w podgórskich zakrzewieniach. Choć kuny japońskie zjadają różnorodne owoce, najprawdopodobniej są głównie mięsożerne. Tatara (1994) badał te ssaki za pomocą nadajników w celu ustalenia, jakie środowisko życia preferują. Przedstawiciele M. m. tsuensis najczęściej przebywali w lasach z drzewami zrzucającymi liście i w lasach wiecznie zielonych; unikały otwartych pól i plantacji drzew iglastych oraz obszarów porośniętych młodymi drzewami. Reprezentantów M. m. melampus odnotowano na wysokościach 609–1687 m n.p.m. Osobniki z Japonii najchętniej jako siedlisko życia wybierają wiecznie zielone lasy szerokolistne. Okres rozrodczy trwa od końca marca do środka maja. Miot liczy od 1 do 5 młodych. Po 3 lub 4 miesiącach życia są zdolne do samodzielnego pozyskiwania pożywienia i wkrótce potem opuszczają matkę.

## Status
IUCN uznaje kunę japońską za gatunek najmniejszej troski (LC, Least Concern) nieprzerwanie od 1966 (stan w 2017).